# Élections législatives de 1993 dans la Haute-Garonne
Les élections législatives françaises de 1993 se déroulent les 21 et 28 mars 1993. Dans le département de la Haute-Garonne, huit députés sont à élire dans le cadre de huit circonscriptions.
Le rapport de force dans le département, très largement dominé par le PS en 1988, bascule spectaculairement vers la droite (7 sièges sur 8) avec la défaite, notamment, de Lionel Jospin dans la 7e circonscription.

## Élus
| Circonscription                                 | Député sortant                                     | Parti | Parti     | Député élu ou réélu   | Parti | Parti     |
| ----------------------------------------------- | -------------------------------------------------- | ----- | --------- | --------------------- | ----- | --------- |
| 1re                                             | Dominique Baudis                                   |       | UDF (CDS) | Dominique Baudis      |       | UDF (CDS) |
| 2e                                              | Gérard Bapt                                        |       | PS        | Robert Huguenard      |       | RPR       |
| 3e                                              | Claude Ducert*                                     |       | PS        | Serge Didier          |       | UDF (PR)  |
| 4e                                              | Robert Loïdi                                       |       | PS        | Jean Diebold          |       | RPR       |
| 5e                                              | Jacques Roger-Machart                              |       | PS        | Grégoire Carneiro     |       | RPR       |
| 6e                                              | Hélène Mignon                                      |       | PS        | Françoise de Veyrinas |       | UDF (CDS) |
| 7e                                              | Jean-François Lamarque* suppléant de Lionel Jospin |       | PS        | Jean-Pierre Bastiani  |       | UDF (CDS) |
| 8e                                              | Pierre Ortet*                                      |       | PS        | Jean-Louis Idiart     |       | PS        |
| * député sortant ne se représentant pas en 1993 |                                                    |       |           |                       |       |           |

## Positionnement des partis
Les candidats d'alliance RPR-UDF et divers droite se présentent sous la bannière de l'Union pour la France et ceux du Parti socialiste derrière l'Alliance des Français pour le Progrès. Par ailleurs, Les Verts et Génération écologie s'unissent sous l'étiquette Entente des écologistes.

## Résultats

### Résultats à l'échelle du département
| Parti          | Parti                                 | Premier tour | Premier tour | Second tour | Second tour | Sièges |
| Parti          | Parti                                 | Voix         | %            | Voix        | %           | Sièges |
| -------------- | ------------------------------------- | ------------ | ------------ | ----------- | ----------- | ------ |
|                | Union pour la démocratie française    | 87 462       | 20,80        | 93 510      | 24,34       | 4      |
|                | Rassemblement pour la République      | 80 906       | 19,24        | 110 335     | 27,25       | 3      |
|                | Divers droite                         | 418          | 0,10         |             |             | 0      |
|                | Union pour la France                  | 168 786      | 40,14        | 203 845     | 52,86       | 7      |
|                |                                       |              |              |             |             |        |
|                | Parti socialiste                      | 108 613      | 25,95        | 181 814     | 47,14       | 1      |
|                | Alliance des Français pour le progrès | 107 053      | 25,83        | 181 814     | 47,14       | 1      |
|                |                                       |              |              |             |             |        |
|                | Les Verts                             | 16 692       | 3,97         |             |             | 0      |
|                | Génération écologie                   | 16 261       | 3,87         | 0           |             |        |
|                | Entente des écologistes               | 32 953       | 7,84         |             |             | 0      |
|                |                                       |              |              |             |             |        |
|                | Front national                        | 46 758       | 11,12        |             |             | 0      |
|                | Parti communiste français             | 30 912       | 7,35         | 0           |             |        |
|                | Le Trèfle - Les nouveaux écologistes  | 12 302       | 2,93         | 0           |             |        |
|                | Extrême gauche dont LCR, LO et PT     | 10 317       | 2,45         | 0           |             |        |
|                | Divers dont PLN                       | 9 885        | 2,35         | 0           |             |        |
|                |                                       |              |              |             |             |        |
| Inscrits       | Inscrits                              | 629 817      | 100,00       | 568 140     | 100,00      | 8      |
| Abstentions    | Abstentions                           | 183 123      | 29,08        | 153 667     | 27,05       |        |
| Votants        | Votants                               | 446 694      | 70,92        | 414 473     | 72,95       |        |
| Blancs et nuls | Blancs et nuls                        | 26 168       | 5,86         | 28 814      | 6,95        |        |
| Exprimés       | Exprimés                              | 420 526      | 94,14        | 385 659     | 93,05       |        |

### Résultats par circonscription

#### Première circonscription (Toulouse-Centre)
|                | Dominique Baudis sortant réélu | UDF (CDS)      | 19 599 | 52,73  |  |  |  |
|                | Jean-Jacques Mirassou          | PS             | 7 051  | 18,97  |  |  |  |
|                | Michel Marcouyeux              | FN             | 3 726  | 10,03  |  |  |  |
|                | Marie-Françoise Mendez         | Les Verts (EÉ) | 3 113  | 8,38   |  |  |  |
|                | Claudie Fontès                 | PCF            | 2 630  | 7,08   |  |  |  |
|                | Myriam Sarrazin                | LT-LNÉ         | 703    | 1,89   |  |  |  |
|                | Jean-Luc Rapine                | PLN            | 141    | 0,38   |  |  |  |
|                | Christian Dancale              | Divers droite  | 133    | 0,36   |  |  |  |
|                | Bernard Guegan                 | Divers         | 70     | 0,19   |  |  |  |
|                |                                |                |        |        |  |  |  |
| Inscrits       | Inscrits                       | Inscrits       | 61 118 | 100,00 |  |  |  |
| Abstentions    | Abstentions                    | Abstentions    | 22 436 | 36,71  |  |  |  |
| Votants        | Votants                        | Votants        | 38 682 | 63,29  |  |  |  |
| Blancs et nuls | Blancs et nuls                 | Blancs et nuls | 1 516  | 3,92   |  |  |  |
| Exprimés       | Exprimés                       | Exprimés       | 37 166 | 96,08  |  |  |  |

#### Deuxième circonscription (Toulouse - Villemur)
| Candidat                      | Candidat             | Parti          | Premier tour | Premier tour | Second tour | Second tour |  |
| Candidat                      | Candidat             | Parti          | Voix         | %            | Voix        | %           |  |
| ----------------------------- | -------------------- | -------------- | ------------ | ------------ | ----------- | ----------- |  |
|                               | Robert Huguenard élu | RPR (UPF)      | 22 430       | 38,26        | 30 548      | 52,5        |  |
|                               | Gérard Bapt sortant  | PS             | 15 565       | 26,55        | 27 639      | 47,5        |  |
|                               | Bernard Vincent      | FN             | 6 964        | 11,88        |             |             |  |
|                               | Ghislain Vergnes     | Les Verts (EÉ) | 4 838        | 8,25         |             |             |  |
|                               | Charles Marziani     | PCF            | 3 794        | 6,47         |             |             |  |
|                               | Josette Loizeau      | LT-LNÉ         | 1 292        | 2,2          |             |             |  |
|                               | Elisabeth Podgorny   | LO             | 1 069        | 1,82         |             |             |  |
|                               | Jean-Pierre Bouissel | CNIP           | 682          | 1,16         |             |             |  |
|                               | Danièle Bayle        | Divers         | 638          | 1,35         |             |             |  |
|                               | Didier Pagès         | Divers         | 535          | 0,91         |             |             |  |
|                               | Fabrice Rastoul      | PT             | 323          | 0,55         |             |             |  |
|                               | Angelo Ranieri       | Divers droite  | 285          | 0,49         |             |             |  |
|                               | Gilles Mestejanot    | PLN            | 215          | 0,37         |             |             |  |
|                               |                      |                |              |              |             |             |  |
| Inscrits                      | Inscrits             | Inscrits       | 86 846       | 100,00       | 87 240      | 100,00      |  |
| Abstentions                   | Abstentions          | Abstentions    | 24 670       | 28,41        | 24 620      | 28,22       |  |
| Votants                       | Votants              | Votants        | 62 176       | 71,59        | 62 620      | 71,78       |  |
| Blancs et nuls                | Blancs et nuls       | Blancs et nuls | 3 546        | 5,7          | 4 433       | 7,08        |  |
| Exprimés                      | Exprimés             | Exprimés       | 58 630       | 94,3         | 58 187      | 92,92       |  |
| Source : Data.gouv et CEVIPOF |                      |                |              |              |             |             |  |

#### Troisième circonscription (Toulouse - Castanet)
| Candidat                      | Candidat                       | Parti          | Premier tour | Premier tour | Second tour | Second tour |  |
| Candidat                      | Candidat                       | Parti          | Voix         | %            | Voix        | %           |  |
| ----------------------------- | ------------------------------ | -------------- | ------------ | ------------ | ----------- | ----------- |  |
|                               | Serge Didier élu               | UDF (PR)       | 19 377       | 40,79        | 25 412      | 53,84       |  |
|                               | Alain Béneteau                 | PS             | 11 350       | 23,89        | 21 789      | 46,16       |  |
|                               | Paul Berthollet                | FN             | 4 614        | 9,71         |             |             |  |
|                               | Jean-François Maury            | Les Verts (EÉ) | 3 592        | 7,56         |             |             |  |
|                               | Jean Zanesco                   | PCF            | 3 380        | 7,12         |             |             |  |
|                               | Henri Farreny                  | Divers         | 1 857        | 3,91         |             |             |  |
|                               | Jacqueline Santi               | LO             | 1 099        | 2,31         |             |             |  |
|                               | Marie-France Schwartz-Beaumont | LT-LNÉ         | 824          | 1,73         |             |             |  |
|                               | Patrick de Pérignon            | Divers         | 729          | 1,53         |             |             |  |
|                               | Bernard Durand                 | Divers         | 405          | 0,85         |             |             |  |
|                               | Michel Pons                    | PLN            | 274          | 0,58         |             |             |  |
|                               |                                |                |              |              |             |             |  |
| Inscrits                      | Inscrits                       | Inscrits       | 71 010       | 100,00       | 70 979      | 100,00      |  |
| Abstentions                   | Abstentions                    | Abstentions    | 20 507       | 28,88        | 20 300      | 28,6        |  |
| Votants                       | Votants                        | Votants        | 50 503       | 71,12        | 50 679      | 71,4        |  |
| Blancs et nuls                | Blancs et nuls                 | Blancs et nuls | 3 002        | 5,94         | 3 478       | 6,86        |  |
| Exprimés                      | Exprimés                       | Exprimés       | 47 501       | 94,06        | 47 201      | 93,14       |  |
| Source : Data.gouv et CEVIPOF |                                |                |              |              |             |             |  |

#### Quatrième circonscription (Toulouse-Sud)
| Candidat                      | Candidat             | Parti          | Premier tour | Premier tour | Second tour | Second tour |  |
| Candidat                      | Candidat             | Parti          | Voix         | %            | Voix        | %           |  |
| ----------------------------- | -------------------- | -------------- | ------------ | ------------ | ----------- | ----------- |  |
|                               | Jean Diebold élu     | RPR (UPF)      | 13 704       | 45,26        | 16 772      | 58,47       |  |
|                               | Robert Loïdi sortant | PS             | 6 049        | 19,98        | 11 912      | 41,53       |  |
|                               | Bernard Antony       | FN             | 3 733        | 12,33        |             |             |  |
|                               | Michel Mustin        | GÉ (EÉ)        | 2 602        | 8,59         |             |             |  |
|                               | Sylviane Ainardi     | PCF            | 2 174        | 7,18         |             |             |  |
|                               | Henri Sanchez        | LT-LNÉ         | 756          | 2,5          |             |             |  |
|                               | Frédéric Borras      | LCR            | 475          | 1,57         |             |             |  |
|                               | Robert Roig          | LO             | 461          | 1,52         |             |             |  |
|                               | Thierry Dupin        | PT             | 206          | 0,68         |             |             |  |
|                               | Marie-France Graude  | PLN            | 120          | 0,4          |             |             |  |
|                               |                      |                |              |              |             |             |  |
| Inscrits                      | Inscrits             | Inscrits       | 50 284       | 100,00       | 50 285      | 100,00      |  |
| Abstentions                   | Abstentions          | Abstentions    | 18 684       | 37,16        | 19 670      | 39,12       |  |
| Votants                       | Votants              | Votants        | 31 600       | 62,84        | 30 615      | 60,88       |  |
| Blancs et nuls                | Blancs et nuls       | Blancs et nuls | 1 320        | 4,18         | 1 931       | 6,31        |  |
| Exprimés                      | Exprimés             | Exprimés       | 30 280       | 95,82        | 28 684      | 93,69       |  |
| Source : Data.gouv et CEVIPOF |                      |                |              |              |             |             |  |

#### Cinquième circonscription (Toulouse - Fronton)
| Candidat                      | Candidat                      | Parti          | Premier tour | Premier tour | Second tour | Second tour |  |
| Candidat                      | Candidat                      | Parti          | Voix         | %            | Voix        | %           |  |
| ----------------------------- | ----------------------------- | -------------- | ------------ | ------------ | ----------- | ----------- |  |
|                               | Grégoire Carneiro élu         | RPR (UPF)      | 25 164       | 36,88        | 35 210      | 51,38       |  |
|                               | Jacques Roger-Machart sortant | PS             | 17 785       | 26,06        | 33 319      | 48,62       |  |
|                               | Serge Laroze                  | FN             | 8 593        | 12,59        |             |             |  |
|                               | Didier Houi                   | GÉ (EÉ)        | 6 056        | 8,88         |             |             |  |
|                               | Michel Indelicato             | PCF            | 5 400        | 7,91         |             |             |  |
|                               | Paule Rougé                   | LT-LNÉ         | 2 778        | 4,07         |             |             |  |
|                               | Michèle Puel                  | LO             | 1 831        | 2,68         |             |             |  |
|                               | Bernard Doyon                 | PLN            | 628          | 0,92         |             |             |  |
|                               |                               |                |              |              |             |             |  |
| Inscrits                      | Inscrits                      | Inscrits       | 100 146      | 100,00       | 100 084     | 100,00      |  |
| Abstentions                   | Abstentions                   | Abstentions    | 26 950       | 26,91        | 25 726      | 25,7        |  |
| Votants                       | Votants                       | Votants        | 73 196       | 73,09        | 74 358      | 74,3        |  |
| Blancs et nuls                | Blancs et nuls                | Blancs et nuls | 4 961        | 6,78         | 5 829       | 7,84        |  |
| Exprimés                      | Exprimés                      | Exprimés       | 68 235       | 93,22        | 68 529      | 92,16       |  |
| Source : Data.gouv et CEVIPOF |                               |                |              |              |             |             |  |

#### Sixième circonscription (Muret)
| Candidat                      | Candidat                  | Parti          | Premier tour | Premier tour | Second tour | Second tour |  |
| Candidat                      | Candidat                  | Parti          | Voix         | %            | Voix        | %           |  |
| ----------------------------- | ------------------------- | -------------- | ------------ | ------------ | ----------- | ----------- |  |
|                               | Françoise de Veyrinas élu | UDF (CDS)      | 23 636       | 39,13        | 32 783      | 55,33       |  |
|                               | Hélène Mignon sortant     | PS             | 13 610       | 22,53        | 26 469      | 44,67       |  |
|                               | Jean-Pascal Serbera       | FN             | 8 143        | 13,48        |             |             |  |
|                               | Christian Moretto         | GÉ (EÉ)        | 5 123        | 8,48         |             |             |  |
|                               | Bernard Marquié           | PCF            | 4 517        | 7,48         |             |             |  |
|                               | Josiane Lavigne           | LT-LNÉ         | 2 332        | 3,86         |             |             |  |
|                               | Anne-Marie Laflorentie    | LO             | 1 323        | 2,19         |             |             |  |
|                               | Jean-Paul Fonvieille      | LCR            | 1 290        | 2,14         |             |             |  |
|                               | Thierry Beauvallet        | PLN            | 424          | 0,7          |             |             |  |
|                               |                           |                |              |              |             |             |  |
| Inscrits                      | Inscrits                  | Inscrits       | 88 852       | 100,00       | 88 849      | 100,00      |  |
| Abstentions                   | Abstentions               | Abstentions    | 24 712       | 27,81        | 24 654      | 27,75       |  |
| Votants                       | Votants                   | Votants        | 64 140       | 72,19        | 64 195      | 72,25       |  |
| Blancs et nuls                | Blancs et nuls            | Blancs et nuls | 3 742        | 5,83         | 4 943       | 7,7         |  |
| Exprimés                      | Exprimés                  | Exprimés       | 60 398       | 94,17        | 59 252      | 92,3        |  |
| Source : Data.gouv et CEVIPOF |                           |                |              |              |             |             |  |

#### Septième circonscription (Auterive)
|                                          | Jean-Pierre Bastiani élu | UDF (CDS)      | 24 850 | 37,47  | 35 315 | 52,16  |  |  |  |  |  |  |  |  |  |  |
|                                          | Lionel Jospin sortant    | PS             | 19 496 | 29,40  | 32 387 | 47,83  |  |  |  |  |  |  |  |  |  |  |
|                                          | Louis Chantriaux         | FN             | 6 823  | 10,29  |        |        |  |  |  |  |  |  |  |  |  |  |
|                                          | Michel Veyssière         | PCF            | 5 331  | 8,04   |        |        |  |  |  |  |  |  |  |  |  |  |
|                                          | René-Marc Willemot       | Les Verts (EÉ) | 5 149  | 7,76   |        |        |  |  |  |  |  |  |  |  |  |  |
|                                          | Nicole Descampts         | LT-LNÉ         | 2 315  | 3,49   |        |        |  |  |  |  |  |  |  |  |  |  |
|                                          | Martine Guiraud          | LO             | 1 831  | 2,76   |        |        |  |  |  |  |  |  |  |  |  |  |
|                                          | Jean-Jacques Giral       | PLN            | 508    | 0,76   |        |        |  |  |  |  |  |  |  |  |  |  |
|                                          |                          |                |        |        |        |        |  |  |  |  |  |  |  |  |  |  |
| Inscrits                                 | Inscrits                 | Inscrits       | 93 010 | 100,00 | 92 007 | 100,00 |  |  |  |  |  |  |  |  |  |  |
| Abstentions                              | Abstentions              | Abstentions    | 22 091 | 23,75  | 19 463 | 21,15  |  |  |  |  |  |  |  |  |  |  |
| Votants                                  | Votants                  | Votants        | 70 919 | 76,25  | 72 544 | 78,85  |  |  |  |  |  |  |  |  |  |  |
| Blancs et nuls                           | Blancs et nuls           | Blancs et nuls | 4 616  | 6,51   | 4 842  | 6,67   |  |  |  |  |  |  |  |  |  |  |
| Exprimés                                 | Exprimés                 | Exprimés       | 66 303 | 93,49  | 67 702 | 93,33  |  |  |  |  |  |  |  |  |  |  |
| Source : Le Monde des 23 et 30 juin 1993 |                          |                |        |        |        |        |  |  |  |  |  |  |  |  |  |  |

#### Huitième circonscription (Saint-Gaudens)
| Candidat                      | Candidat              | Parti          | Premier tour | Premier tour | Second tour | Second tour |  |
| Candidat                      | Candidat              | Parti          | Voix         | %            | Voix        | %           |  |
| ----------------------------- | --------------------- | -------------- | ------------ | ------------ | ----------- | ----------- |  |
|                               | Alain Rouleau         | RPR (UPF)      | 19 608       | 37,7         | 27 805      | 49,56       |  |
|                               | Jean-Louis Idiart élu | PS             | 17 707       | 34,04        | 28 299      | 50,44       |  |
|                               | Jean-Paul Mauvais     | FN             | 4 162        | 8            |             |             |  |
|                               | André Marquerie       | PCF            | 3 686        | 7,09         |             |             |  |
|                               | Nadine Saugoult       | GÉ (EÉ)        | 2 480        | 4,77         |             |             |  |
|                               | André Laveran         | Divers         | 2 031        | 3,9          |             |             |  |
|                               | Chantal Mondain       | LT-LNÉ         | 1 302        | 2,5          |             |             |  |
|                               | André Fourcade        | Divers         | 434          | 0,83         |             |             |  |
|                               | René-Pierre Domergue  | LCR            | 409          | 0,79         |             |             |  |
|                               | Philippe Plantey      | PLN            | 194          | 0,37         |             |             |  |
|                               |                       |                |              |              |             |             |  |
| Inscrits                      | Inscrits              | Inscrits       | 78 551       | 100,00       | 78 696      | 100,00      |  |
| Abstentions                   | Abstentions           | Abstentions    | 23 073       | 29,37        | 19 234      | 24,44       |  |
| Votants                       | Votants               | Votants        | 55 478       | 70,63        | 59 462      | 75,56       |  |
| Blancs et nuls                | Blancs et nuls        | Blancs et nuls | 3 465        | 6,25         | 3 358       | 5,65        |  |
| Exprimés                      | Exprimés              | Exprimés       | 52 013       | 93,75        | 56 104      | 94,35       |  |
| Source : Data.gouv et CEVIPOF |                       |                |              |              |             |             |  |